# Ringsted Gymnasium
Ringsted Gymnasium er et gymnasium på Sjælland, som modtog de første elever i august 2009. Der oprettedes to 1.g-klasser det første år og projekteres derefter med et stigende elevtal de følgende år. I 2010 startede fire 1.g-klasser og i 2011 fem. 
Ringsted Gymnasium er en del af en ny overbygning kaldet Midtsjællands Gymnasium, der fungerer som overordnet juridisk, administrativ og økonomisk enhed, og som også indbefatter Haslev Gymnasium. De to gymnasier har samme rektor, Lene Eilertsen, men de har hver deres vicerektor.
Gymnasiets første bygning blev klar i august 2010, og hovedbygningen blev indviet i august 2013.